# Manfred Sailer
Manfred Sailer (* 27. Mai 1969) ist ein deutscher Linguist und Hochschullehrer an der Johann Wolfgang Goethe-Universität Frankfurt am Main.

## Leben und Wirken
Manfred Sailer absolvierte von 1992 bis 1993 ein DAAD-Auslandsstudium an der Universität Amsterdam.  Im Jahr 1995 erhielt er den Magister artium in Allgemeiner Sprachwissenschaft, Informatik und Psychologie an der Universität Tübingen, wo er nach mehreren Forschungsprojekten von 1997 bis 2000 als Dozent und dann bis 2004 als wissenschaftlicher Mitarbeiter wirkte. 2003 wurde er dort zum Thema „Combinatorial Semantics and Idiomatic Expressions in Head-Driven Phrase Structure Grammar“ promoviert. Von 2004 bis 2012 war er wissenschaftlicher Angestellter an der Universität Göttingen und übernahm während dieser Zeit mehrmonatige Lehrstuhlvertretungen an der Universität Bielefeld und der Ruhr-Universität Bochum. 2010 habilitierte er sich in Göttingen zum Thema „A Representational Theory of Negative Polarity Item Licensing“.
Sailer ist seit 2012 Professor für Englische Linguistik am Institut für England- und Amerikastudien. Er war zudem von 2013 bis 2015 Studiendekan des Fachbereichs Neuere Philologien und von 2017 bis 2019 Geschäftsführender Direktor des Instituts für England- und Amerikastudien.

## Forschungsschwerpunkte
Sailers Forschungsschwerpunkte sind das Syntax-Semantik-Interface, Konstruktionen und Kollokationen, Negative polarity items, Idioms sowie Korpuslinguistik.

## Schriften (Auswahl)
- Doing the devil: Deriving the  PPI-hood of a negation-expressing multi-dimensional idiom. In: Linguistics 52(2). 2018, S. 401–433, doi:10.1515/ling-2017-0041
- als Hrsg. mit Eva Csipak, Regine Eckardt, Mingya Liu: Beyond  "any" and "ever". New Explorations in Negative Polarity Sensitivity. De Gruyter, Berlin 2013, ISBN 978-3-11-030372-8.
- als Hrsg. mit Stella Markantōnatu: Multiword expressions. Insights from a multi-lingual perspective. Language Science Press, Berlin 2018, ISBN 978-3-96110-064-4.